# Jorginho Putinatti
Jorginho Putinatti (født 23. august 1959) er en tidligere brasiliansk fodboldspiller.

## Brasiliens fodboldlandshold
| Brasiliens landshold | Brasiliens landshold | Brasiliens landshold |
| År                   | Kmp                  | Mål                  |
| -------------------- | -------------------- | -------------------- |
| 1983                 | 12                   | 2                    |
| 1984                 | 0                    | 0                    |
| 1985                 | 4                    | 0                    |
| Total                | 16                   | 2                    |